# Ouderkerk
Ouderkerk és un antic municipi de la província d'Holanda del Sud, al sud dels Països Baixos. L'1 de gener del 2009 tenia 8.160 habitants repartits sobre una superfície de 28,53 km² (dels quals 1,42 km² corresponen a aigua). Limitava al nord amb Moordrecht i Gouda, al nord-est amb Vlist, a l'oest amb Nieuwerkerk aan den IJssel, a l'est amb Bergambacht, i al sud amb Nederlek.
L'1 de gener de 2015 es va fusionar amb Nederlek, Bergambacht, Vlist i Schoonhoven, creant el nou municipi de Krimpenerwaard.

## Centres de població
Gouderak, Lageweg i Ouderkerk aan den IJssel.

## Ajuntament (2006)
- PvdA 4 regidors
- VVD 3 regidors
- ChristenUnie 3 regidors
- SGP 2 regidors
- CDA 1 regidor